# Кашина Ториђо (Милано)
Кашина Ториђо је насеље у Италији у округу Милано, региону Ломбардија.
Према процени из 2011. у насељу је живело 96 становника. Насеље се налази на надморској висини од 100 м.